# Archiș
Archiș là một xã thuộc hạt Arad, România. Dân số thời điểm năm 2002 là 1695 người.